# Comté de La Paz
Le comté de La Paz est un comté de l'État de l'Arizona aux États-Unis. Au recensement des États-Unis de 2020, il comptait 16 557 habitants. Son siège de comté est la ville de Parker. Le nom du comté, d'origine espagnole, signifie la paix et fait référence à une ancienne localité, La Paz (en), située le long du fleuve Colorado.

## Démographie
| Groupe            | Comté de La Paz | Arizona | États-Unis |
| ----------------- | --------------- | ------- | ---------- |
| Blancs            | 69,8            | 73,0    | 72,4       |
| Amérindiens       | 12,8            | 4,6     | 0,9        |
| Autres            | 12,5            | 12,3    | 6,4        |
| Métis             | 3,7             | 3,4     | 2,9        |
| Afro-Américains   | 0,6             | 4,1     | 12,6       |
| Asiatiques        | 0,5             | 2,8     | 4,8        |
| Total             | 100             | 100     | 100        |
|                   |                 |         |            |
| Latino-Américains | 23,5            | 29,7    | 16,7       |

Selon l'American Community Survey, pour la période 2011-2015, 80,60 % de la population âgée de plus de 5 ans déclare parler anglais à la maison, alors que 18,18 % déclare parler l'espagnol et 1,22 % une autre langue.
| 1990   | 2000   | 2010   | 2020   | - | - |
| ------ | ------ | ------ | ------ | - | - |
| 13 844 | 19 715 | 20 489 | 16 557 | - | - |

## Communautés

### Villes
- Parker (siège du comté)
- Quartzsite

### Census-designated places
- Alamo Lake
- Bluewater
- Bouse
- Brenda
- Cibola
- Cienega Springs
- Ehrenberg
- La Paz Valley
- Parker Strip
- Poston
- Salome
- Sunwest
- Utting
- Vicksburg
- Wenden

### Communautés non incorporées
- Hope
- Love

### Villes-fantômes
- Clip
- Drift Desert
- Empire Flat
- Eureka
- La Paz
- Mineral City
- Nortons Landing
- Olive City
- Swansea
- Williamsport

### Communauté indiennes
Colorado River Indian Reservation